# 1963 na Alemanha
Esta é uma cronologia dos fatos acontecimentos de ano 1963 na Alemanha.

## Eventos
- 7 de março: É assinado um acordo comercial entre a Polônia e a República Federal da Alemanha em Varsóvia.
- 23 a 26 de junho: Presidente americano John F. Kennedy visita à República Federal da Alemanha.
- 24 de agosto: Inicia o primeiro jogo do recém-criado Campeonato Alemão de Futebol.